# Onopordinae
Onopordinae Garcia-Jacas & Susanna, 2019  è una sottotribù di piante angiosperme dicotiledoni appartenenti alla famiglia delle Asteraceae. In precedenza questo gruppo era denominato provvisoriamente "Onopordum Group".

## Descrizione
Le specie di questo gruppo sono delle robuste erbe perenni (anche biennali) generalmente spinose (raramente sono inermi). Il portamento in genere è erbaceo oppure arbustivo.
Le foglie possono essere di due tipi radicali e caulinari. Sono spinose e quelle caulinari sono decorrenti a disposizione alterna. La lamina in genere ha una forma da lanceolata a oblunga con bordi sinuato-lobati, oppure in altre specie è decisamente pennata (raramente indivisa); i lobi (o segmenti) sono tutti spinosi. Quelle basali sono soprattutto oblanceolate e grossolanamente dentato-spinose.
Le infiorescenze (composte da capolini a volte lungamente peduncolati) sono in genere scapose. I capolini contengono solo i fiori tubulosi i quali sono ermafroditi (capolini omogami). I capolini sono formati da un involucro a forma più o meno da cilindrica a ovoidale composto brattee (o squame) disposte su più serie all'interno delle quali un ricettacolo alveolato fa da base ai fiori tutti tubulosi. Le squame (o brattee) dell'involucro, di tipo fogliaceo o membranoso e spesso spinose, sono disposte in modo embricato. Le brattee ricettacolari molto spesso assenti, oppure sono presenti delle corte scaglie , raramente setose.
I fiori sono tetra-ciclici (ossia sono presenti 4 verticilli: calice – corolla – androceo – gineceo) e pentameri (ogni verticillo ha 5 elementi). I fiori sono ermafroditi e actinomorfi.
- Formula fiorale:

- /x K {\displaystyle \infty }, [C (5), A (5)], G 2 (infero), achenio

- Calice: i sepali del calice sono ridotti ad una coroncina di squame.
- Corolla: la corolla, più o meno attinomorfa, in genere è variamente colorata con corti lobi.
- Androceo: gli stami sono 5 con filamenti glabri, liberi e distinti, mentre le antere sono saldate in un manicotto (o tubo) circondante lo stilo. Le antere hanno delle brevi appendici.[11]
- Gineceo: lo stilo è filiforme;  gli stigmi dello stilo sono due divergenti. L'ovario è infero uniloculare formato da 2 carpelli.

Gli acheni, glabri ma con superficie rugosa e con forme da obovoidi a fusiformi, sono provvisti di un pappo le cui setole, disposte in poche file, sono decidue e alla base sono connate in un anello. Il pappo è inserito su una piastra apicale all'interno di una anello di tessuto parenchimatico.

## Distribuzione e habitat
La distribuzione di questo gruppo è compresa tra l'area del Mediterraneo e l'Asia orientale (soprattutto nell'area siberiana).

## Tassonomia
La famiglia di appartenenza di questa voce (Asteraceae o Compositae, nomen conservandum) probabilmente originaria del Sud America, è la più numerosa del mondo vegetale, comprende oltre 23.000 specie distribuite su 1.535 generi, oppure 22.750 specie e 1.530 generi secondo altre fonti (una delle checklist più aggiornata elenca fino a 1.679 generi). La famiglia attualmente (2021) è divisa in 16 sottofamiglie.
La tribù Cardueae (della sottofamiglia Carduoideae) a sua volta è suddivisa in 12 sottotribù (la sottotribù Onopordinae è una di queste).
I numeri cromosomici delle specie di questo gruppo sono: 2n = 24, 26, 34.

### Filogenesi
Le specie di questa sottotribù in precedenti trattamenti erano descritte all'interno del gruppo informale (provvisorio da un punto di vista tassonomico) "Onopordum Group". Il gruppo delle Onopordinae, nell'ambito della tribù, occupa una posizione centrale tra le sottotribù Staehelininae e Carduinae. L'età di divergenza della sottotribù può essere posizionata tra i 17 e i 13 milioni di anni fa.
Il gruppo informale Onopordum Group (e quindi la sottotrbù) presenta i seguenti caratteri:
- habitus: le piante sono robuste erbacee biennali e perenni generalmente con spine (raramente senza);
- capolino: i fiori sono omogami e ermafroditi;
- ricettacolo: il ricettacolo è privo di pagliette (carattere a fondamento della definizione comune di questo gruppo) a protezione della base dei fiori e con base alveolata (i margini degli alveoli sulla base del ricettacolo sono provvisti di piccole scaglie a consistenza membranacea);
- pappo: è formato da setole decidue e connate alla base.

La sottotribù è diviso in due "lignaggi". (1) Onopordum s.str. che consiste in erbe erette, molto spinose con fusti alati; foglie pennatosette o pennato-lobate (raramente indivise) e spinose; capolini in genere solitari con involucro spinoso; corolle colorate di rosso, porpora o rosa; pappi formati da setole barbate, piumose o scabre. (2) Gli altri generi del gruppo le cui specie sono erbe perenni con foglie intere a denti spinosi (in qualche caso sono lobate); capolini solitari o in corimbi; corolle colorate di giallo, crema, rosso, purpureo o rosa; acheni lisci o rugosi con pappo connato alla base in un anello. La caratteristica principale di questo gruppo è il ricettacolo nudo (altrimenti rara nel resto della sottotribù) ma alveolato; i margini degli alveoli sono ricoperti da corte scaglie, raramente setolose. Tuttavia non tutte le specie di Alfredia sono prive di pagliette. La distribuzione di questo secondo gruppo è soprattutto asiatica.
Il cladogramma seguente, tratto dallo studio citato e semplificato, mostra una possibile configurazione filogenetica del gruppo.
|  | Ancathia |
|  |          |
|  | Alfredia |
|  |          |

|  | Lamyropappus    |
|  |                 |
|  | Syreitschikovia |
|  |                 |
|  | Olgaea          |
|  |                 |

|  | Ancathia |
|  |          |
|  | Alfredia |
|  |          |

|  | Lamyropappus    |
|  |                 |
|  | Syreitschikovia |
|  |                 |
|  | Olgaea          |
|  |                 |

|  | Ancathia |
|  |          |
|  | Alfredia |
|  |          |

|  | Lamyropappus    |
|  |                 |
|  | Syreitschikovia |
|  |                 |
|  | Olgaea          |
|  |                 |

|  | Ancathia |
|  |          |
|  | Alfredia |
|  |          |

|  | Lamyropappus    |
|  |                 |
|  | Syreitschikovia |
|  |                 |
|  | Olgaea          |
|  |                 |

|  | Ancathia |
|  |          |
|  | Alfredia |
|  |          |

|  | Lamyropappus    |
|  |                 |
|  | Syreitschikovia |
|  |                 |
|  | Olgaea          |
|  |                 |

|  | Ancathia |
|  |          |
|  | Alfredia |
|  |          |

|  | Lamyropappus    |
|  |                 |
|  | Syreitschikovia |
|  |                 |
|  | Olgaea          |
|  |                 |

|  | Ancathia |
|  |          |
|  | Alfredia |
|  |          |

|  | Lamyropappus    |
|  |                 |
|  | Syreitschikovia |
|  |                 |
|  | Olgaea          |
|  |                 |

|  | Ancathia |
|  |          |
|  | Alfredia |
|  |          |

|  | Lamyropappus    |
|  |                 |
|  | Syreitschikovia |
|  |                 |
|  | Olgaea          |
|  |                 |

### Elenco dei generi
Il gruppo comprende 8 generi con 91 specie:
| Genere                                | N. specie                                                   | Distribuzione                                    |
| ------------------------------------- | ----------------------------------------------------------- | ------------------------------------------------ |
| Ancathia DC., 1833                    | 1 sp. (A. igniaria (Spreng.) DC.. )                         | Asia (montagne centrali fino alla Mongolia/Cina) |
| Alfredia Cass., 1815                  | 6 spp.                                                      | Asia (centrale e orientale)                      |
| Lamyropappus Knorr. & Tamamsch., 1954 | 1 sp. (L. schakaptaricus (B. Fedtsch.) Knorr. & Tamamsch. ) | Asia (centrale)                                  |
| Olgaea Iljin, 1922                    | 17 spp.                                                     | Cina e Mongolia                                  |
| Onopordum L., 1753                    | 60 spp.                                                     | Eurasia (altrove è introdotto)                   |
| Synurus Iljin , 1926                  | 3 spp.                                                      | Asia (orientale)                                 |
| Syreitschikovia Pavlov, 1933          | 2 spp.                                                      | Asia (centrale)                                  |
| Xanthopappus C. Winkl., 1892          | 1 sp. (X. subacaulis C. Winkl. )                            | Cina                                             |

Nota 1: nel genere Olgaea è incluso (come sinonimo) anche il genere Takeikadzuchia Kitag. & Kitam., 1934.
Nota 2: il genere Xanthopappus è stato recentemente scorporato dal genere Alfredia.
Nota 3: in precedenti analisi in questa sottotribù era incluso anche il genere Takeikadzuchia Kitag. & Kitam.; ora incluso in Olgaea.

### Chiave analitica per i generi
Per meglio comprendere ed individuare i generi di questo gruppo, l’elenco seguente utilizza in parte il sistema delle chiavi analitiche (vengono cioè indicate solamente quelle caratteristiche utili a distingue un genere dall'altro):
- Gruppo 1A: il ricettacolo è nudo e alveolato;

Onopordum
- Gruppo 1B: il ricettacolo è ricoperto di setole;

- Gruppo 2A: le setole della parte esterna del pappo sono filiformi, quelle interne sono delle strette scaglie terminanti con punte subulate e barbose;

Syreitschikovia
- Gruppo 2B: il pappo, se presente, è formato solamente da semplici setole;

- Gruppo 3A: le setole del pappo sono piumose;

Ancathia
- Gruppo 3B: le setole del pappo sono scabrose (delle scaglie) o barbute;

- Gruppo 4A: la corolla è gialla;

- Gruppo 5A: le piante sono prive del fusto; i capolini sono basali o brevemente peduncolati al centro di una rosetta basale di foglie;

Xanthopappus
- Gruppo 5B: le piante sono caulescenti; i capolini terminano su un fusto ramoso;

Alfredia
- Gruppo 4B: la corolla è viola, rossa, blu o raramente bianca;

- Gruppo 6A: le foglie cauline basali e quelle inferiori hanno delle forme da cuoriforme a triangolari-sagittate e sono indivise;

Synurus
- Gruppo 6B: le foglie cauline basali e quelle inferiori hanno delle forme da lineari a ellittiche e sono profondamente pennate (divise);

Olgaea

### Specie spontanee italiane
Le specie spontanee italiane per questo gruppo sono:
- Onopordum acanthium L. - Onopordo tomentoso
- Onopordum horridum Viv. - Onopordo orrido
- Onopordum illyricum L. - Onopordo maggiore
- Onopordun macracanthum Schoush - Onopordo a fiori grandi
- Onopordum tauricum Willd. - Onopordo marchigiano
- Onopordum caulescens d'Urv.: questa specie non indicata nella "Flora d'Italia" (seconda edizione 2018) si trova in Sicilia, Grecia e alcune altre aree del Mediterraneo orientale.

Nella più recente An annotated checklist of the Italian Vascular Flora la specie Onopordum horridum viene considerata sinonimo di Onopordum illyricum subsp. horridum (Viv.) Franco; inoltre Onopordum argolicum è risultato sinonimo di Onopordum tauricum.

### Alcune specie

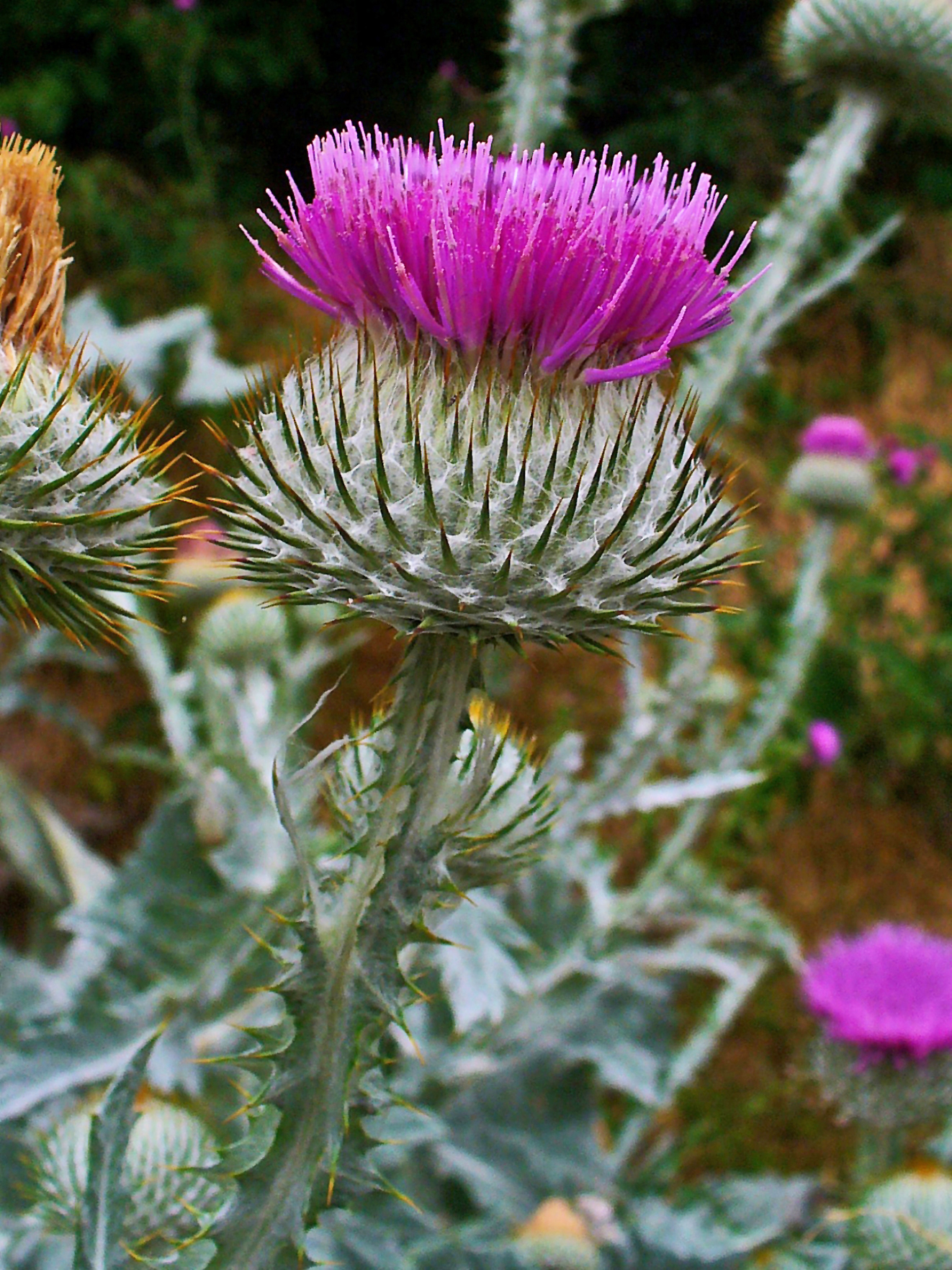
Onopordum acanthium
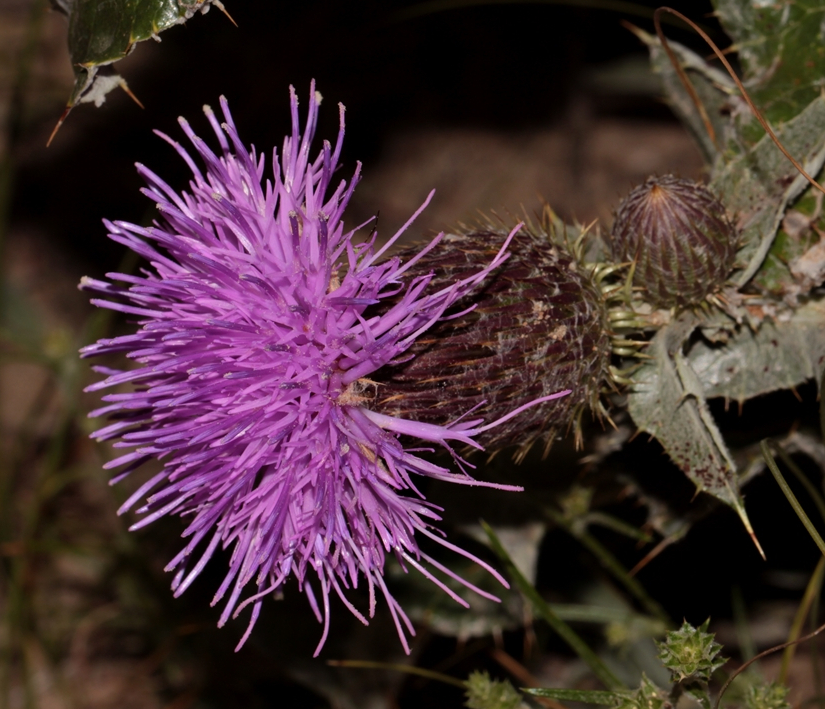
Olgaea leucophylla
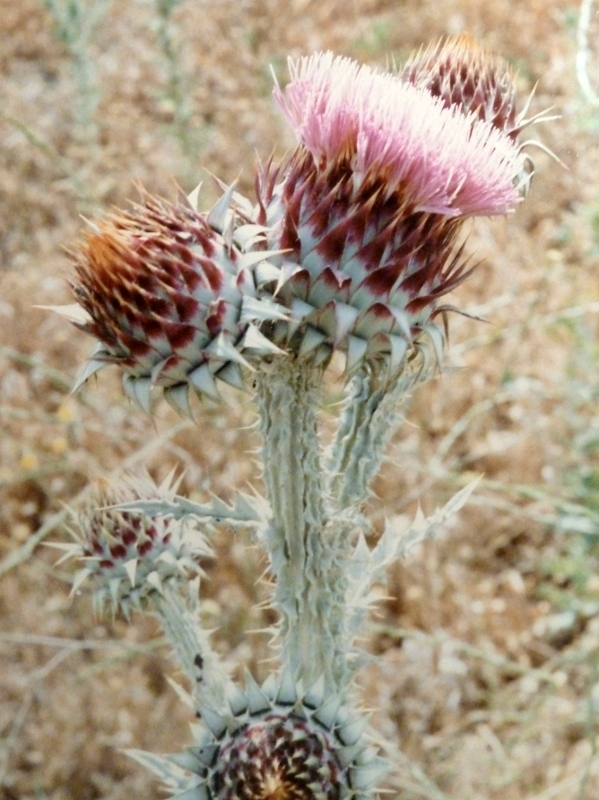
Onopordum illyricum
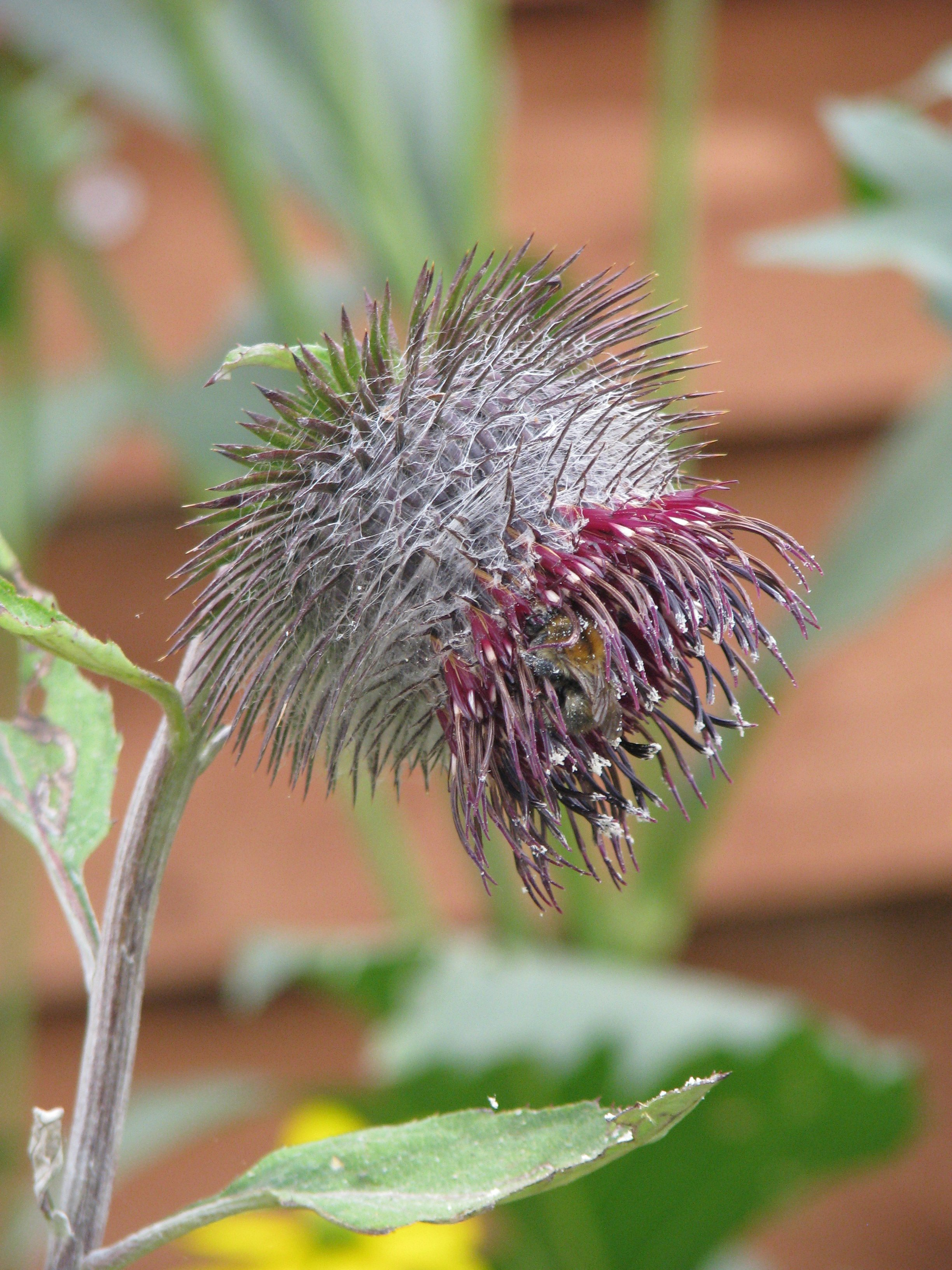
Synurus pungens